# Стар'ява
Стар'ява — прикордонна залізнична станція Львівської дирекції залізничних перевезень Львівської залізниці на лінії Самбір — Стар'ява. Розташована в селі Старява Самбірського району Львівської області. Найближча станція Хирів (за 8 км).

## Пасажирське сполучення
20 травня 2024 року відновлено рух приміських поїздів сполученням Самбір — Стар'ява, як експеримент та вивчення пасажиропотоку.